# Burg (Spreewald)
Burg (Nedersorbisch: Bórkowy) is een gemeente in de Duitse deelstaat Brandenburg, en maakt deel uit van de Landkreis Spree-Neiße.
Burg (Spreewald) telt 4.262 inwoners.